# Rudolf Thost

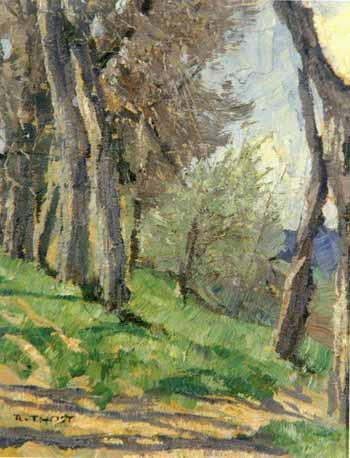
Spätsommerlandschaft von Rudolf Thost

Rudolf Thost (* 7. Februar 1868 in Zwickau; † 26. April 1921 in Stuttgart) war ein deutscher Maler.

## Leben
Thost war der Sohn des Zwickauer Buchhändlers Camillo Thost.  Er studierte an den Akademien in Dresden, 1890 bis 1893 bei Ferdinand von Keller und Caspar Ritter in Karlsruhe und in Stuttgart bei Robert von Haug. Seine Ausbildungsjahre waren noch stark von der Historienmalerei geprägt. Danach unternahm er eine Weltreise, auf der er sich auch in Paris aufhielt. 
Er malte anfangs auch Auftragsporträts, wandte sich ab 1910 aber überwiegend der Landschaftsmalerei zu. Seine Motive wählte er in der näheren Umgebung von Stuttgart, wo er seit Ende der 1890er Jahre eine Wohnung in der Rotenwaldstraße bewohnte, sowie auf den Fildern, der Schwäbischen Alb, im Donau- und Bodenseegebiet. An Ausstellungen nahm er selten teil, taucht aber gelegentlich auf den Kollektivausstellungen des Württembergischen Kunstvereins auf.

## Familie
1896 heiratete Thost seine Frau Agnes, die er in seiner Heimatstadt Zwickau kennengelernt hatte. Er war der Vater des Meteorologen und Astronomen Ernst Thost (* 1899) und der Großvater des Schauspielers Bruno Thost.

## Porträts

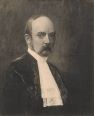
Felix von Niemeyer in der Tübinger Professorengalerie
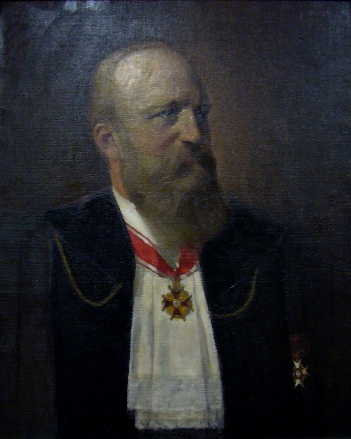
Hugo von Meyer in der Tübinger Professorengalerie
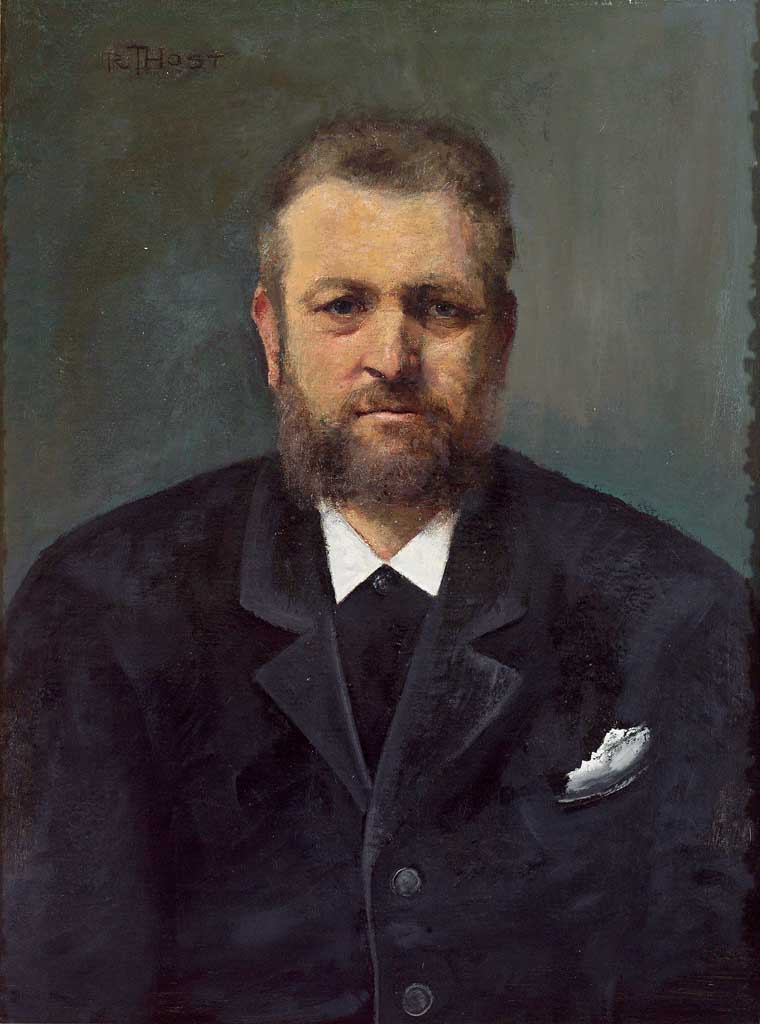
Signiertes Herrenporträt

## Postume Ausstellung von Arbeiten Thosts
- 1954: Zwickau, Städtisches Museum („Künstler aus Zwickau“)[4]